# Острівна дуга

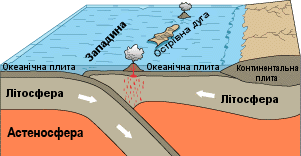
Острівна дуга

Острівна́ дуга́ — один з видів архіпелагів. Пасма вулканічних островів над зоною субдукції, що виникають там, де одна океанічна плита занурюється під другу.
Як типові сучасні острівні дуги можна назвати Курильські, Алеутські, Маріанські острови і багато інших архіпелагів. Японські острови теж часто називають острівною дугою, хоча їхній фундамент дуже древній і насправді вони утворені декількома різновіковими комплексами острівних дуг і є мікроконтинентом.
Острівні дуги утворюються при зіткненні двох океанічних плит. Одна з плит виявляється знизу і пірнає в мантію, на другій — верхній — утворюються вулкани. Вигнута сторона острівної дуги спрямована в бік плити, що поглинається; з цього боку знаходяться глибоководний жолоб і переддуговий прогин. За острівною дугою розташований задуговий басейн (типові приклади: Південнокитайське море, Охотське море тощо), у якому також може відбуватися спрединг.
Поняття острівної дуги та вулканічної дуги не обов'язково збігаються.

## Приклади
| Острівна дуга                     | Країна             | Жолоб                              | Океанічний басейн або Окраїнне море   | Верхня плита                                  | Занурювана плита                                       |
| --------------------------------- | ------------------ | ---------------------------------- | ------------------------------------- | --------------------------------------------- | ------------------------------------------------------ |
| Алеутські острови                 | США                | Алеутський жолоб                   | Берингове море                        | Північноамериканська плита                    | Тихоокеанська плита                                    |
| Курильські острови                | Росія              | Курило-Камчатський жолоб           | Охотське море                         | Північноамериканська плита                    | Тихоокеанська плита                                    |
| Японський архіпелаг               | Японія             | Японський жолоб, Нанкайський жолоб | Японське море                         | Північноамериканська плита, Євразійська плита | Тихоокеанська плита, Філіппінська плита                |
| Рюкю                              | Японія             | Рюкю (жолоб)                       | Східнокитайське море (Окінава)        | Євразійська плита                             | Філіппінська плита                                     |
| Філіппінські острови              | Філіппіни          | Філіппінський жолоб                | Південнокитайське море, Море Сулавесі | Євразійська плита                             | Філіппінська плита                                     |
| Зондські острови                  | Індонезія          | Сундський жолоб                    | Яванське море, Море Флорес            | Євразійська плита                             | Австралійська плита                                    |
| Андаманські і Нікобарські острови | Індія              | Північ Яванської западини          | Андаманське море                      | Євразійська плита                             | Індостанська плита                                     |
| Острови Ідзу і Острови Оґасавара  | Японія             | Ідзу-Огасаварський жолоб           |                                       | Філіппінська плита                            | Тихоокеанська плита                                    |
| Маріанські острови                | США                | Маріанська западина                |                                       | Філіппінська плита                            | Тихоокеанська плита                                    |
| Архіпелаг Бісмарка                | Папуа Нова Гвінея  | Новобританський жолоб              |                                       | Тихоокеанська плита                           | Австралійська плита                                    |
| Соломонові острови                | Соломонові Острови | Сан-Кристобаль жолоб               |                                       | Тихоокеанська плита                           | Австралійська плита                                    |
| Нові Гебриди                      | Вануату            | Новогебридський жолоб              |                                       | Тихоокеанська плита                           | Австралійська плита                                    |
| Тонга                             | Тонга              | Тонга (жолоб)                      |                                       | Австралійська плита                           | Тихоокеанська плита                                    |
| Антильські острови                |                    | Пуерто-Рико (жолоб)                | Карибське море                        | Карибська плита                               | Північноамериканська плита, Південноамериканська плита |
| Південні Сандвічеві острови       | Велика Британія    | Південно-Сандвічів жолоб           | Море Скоша                            | Плита Скотія                                  | Південноамериканська плита                             |

## Стародавні острівні дуги
- Інсулар острови
- Міжгірські острови